# MullMuzzler
MullMuzzler je ime pod kojim je pjevač sastava Dream Theater, James LaBrie, izdao svoja prva dva solo albuma. Članovi sastava bili su James LaBrie, Bryan Beller, Matt Guillory, Mike Mangini i Mike Keneally. Iako je tako planirao, izdavači nisu dopustili LaBrieju da albume izdaje pod svojim vlastitim imenom, ali se 2005. godine LaBrie konačno izborio za to pravo.

## Diskografija
- Keep It To Yourself (1999.)
- James LaBrie's MullMuzzler 2 (2001.)

## Vanjske poveznice
- Službene stranice  Arhivirana inačica izvorne stranice od 19. studenoga 2016. (Wayback Machine)
- MullMuzzler na RockDetector.com